# Морозов, Иван Васильевич (издатель)
Ива́н Васи́льевич Моро́зов (14 августа 1919; Печорский край, Эстония — 6 ноября 1978; Париж) — церковно-общественный деятель, редактор и издатель русского зарубежья. Секретарь Русского студенческого христианского движения (1945—1970). Преподаватель Свято-Сергиевского православного богословского института (1961—1970). Редактор журнала «Вестник РСХД» (1950—1969). Директор издательства «ИМКА-Пресс» (1953 (по др. сведениям — 1961) —1978).

## Биография и деятельность

### Ранние годы
Иван Морозов родился в 1919 году в Печорском крае (тогда — часть Эстонии) в семье крестьянина-хлебороба. Учась в Печорской гимназии, вовлёкся в молодёжное христианское движение (через И. А. Лаговского). Позднее Морозов вспоминал: 
В деревню шли проповедывать коммунизм наши идейные противники, — мы же, в свою очередь, начали свою работу среди рабочей и крестьянской молодёжи в деревнях. Работа эта была не из лёгких… Сознание необходимости ведения православной миссионерской работы, привлекающей молодёжь к жизни Церкви, — заставляло преодолевать все трудности. Для проведения собраний нужно было ходить в деревни, возвращались же часто в город далеко за полночь, проделывая пешком 7—8 км по грязным русским дорогам.
В 1938 году приехал в Париж для получения богословского образования, поступил в Свято-Сергиевский православный богословский институт. Присоединение Эстонии к СССР разлучило Морозова с оставшимися на родине близкими — родителями, братьями и сестрой. Окончив институт в 1942 году, он остался в Париже

### Церковная и издательская деятельность
После окончания института Морозов не пошёл по пути священнослужительства, «с благословения о. Василия Зеньковского» продолжал работу в Христианском движении. В 1945—1970 годах был секретарём РСХД.
Участвовал в послевоенном возрождении деятельности Движения. Был организатором и участником съездов РСХД и православной молодёжи во Франции. В 1950—1970 годах руководил летними лагерями РСХД. Руководил также литературным кружком при РСХД, участвовал в любительских театральных спектаклях. Благодаря участию Морозова из самодеятельности выросла постоянная театральная труппа РСХД.
С 1950-го до 1969 года был редактором журнала «Вестник РСХД» (с 1952 — совместно с Н. А. Струве; до 1962 — при ближайшем участии прот. В. В. Зеньковского). Выходивший после войны с перебоями, в 1950—1952 годах «Вестник» стал выпускаться 5—6 раз в год (объём — 32 с.); в 1955 году — 4 раза в год (объём — 48 с.); с середины 1960-х объём и тиражи стали увеличиваться (один номер в год был сдвоенным; объём — 250—300 с.); в 1970-х выходили по 2—4 номера в год, объём журнала увеличился в два с половиной раза.
В 1953 году, когда международный комитет YMCA передал в ведение РСХД своё издательство, находившееся в состоянии упадка, Морозов возглавил его. В скором времени особняк, где издательством арендовалось помещение, был выставлен на продажу. Благодаря Морозову издательство «ИМКА-Пресс» переместилось в Латинский квартал, на улицу Монтань Сент-Женевьев, где располагается по сей день.
С 1961 года параллельно с работой в РСХД преподавал историю русской церкви в Православном богословском институте.
Член Епархиального совета Архиепископии православных русских церквей в Западной Европе. Член Ассоциации Тургеневской библиотеки.

### Последние годы
Согласно версии редакции журнала «Вестник РСХД», перегруженность большим количеством разнородных задач в совокупности с рядом «личных испытаний» способствовали ухудшению здоровья И. В. Морозова. В 1970 году «по настоянию врачей» он ограничил свою деятельность руководством издательством и преподаванием. В редакционном некрологе указано, что в апреле 1978 года «по просьбе друзей, ему пришлось отойти и от руководства издательством».
6 ноября 1978 года И. В. Морозов покончил жизнь самоубийством. Похоронен на русском кладбище Сент-Женевьев-де-Буа.

## Комментарии
1. ↑   Об уходе И. В. Морозова с поста директора «ИМКА-Пресс» см. также в мемуарах В. Е. Аллоя  «Записки аутсайдера» и А. И. Солженицына «Угодило зёрнышко промеж двух жерновов»[12].